# Myx
Myx은 필리핀의 TV 채널이다.